# Vesthovde-kita Iwa
Vesthovde-kita Iwa är en kulle i Antarktis. Den ligger i Östantarktis. Norge gör anspråk på området.
Terrängen runt Vesthovde-kita Iwa är varierad. Havet är nära Vesthovde-kita Iwa åt nordväst. Trakten är obefolkad. Det finns inga samhällen i närheten. 